# Бенгельська течія

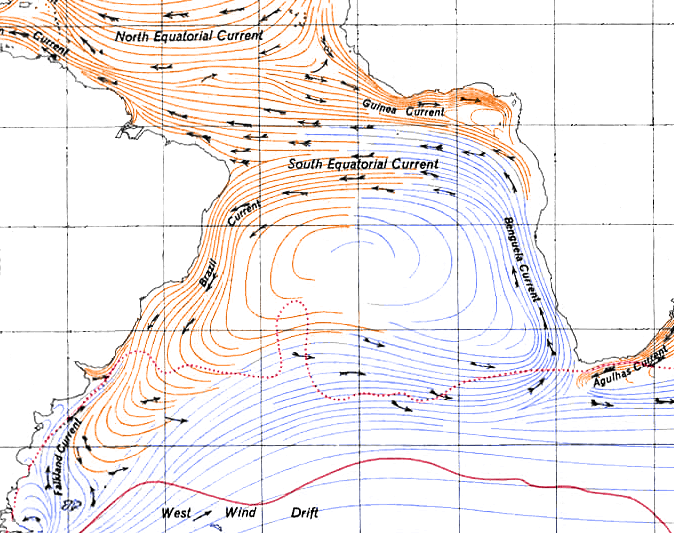
Бенгельська течія в Південно-Атлантичній течії

Бенгельська течія — холодна антарктична морська течія поблизу західних берегів Африки.
Виникає південніше Мису Доброї Надії як гілка течії Західних вітрів (Антарктичної циркумполярної) і прямує на північ. Проходить у північному напрямку, між 15° і 35° пд. ш. Доходить до району Наміб в Африці. Бенгельська течія приносить з Антарктики багато поживних речовин.
Швидкість 0,3—0,6 м/с. Температура води на поверхні влітку від 19 °C на півдні до 26 °C на півночі, взимку відповідно від 15 до 22 °C. Безпосередньо біля берегів під впливом підняття вод з глибин (апвелінгу) падає нижче 15 °C влітку й нижче 12 °C взимку. Переважання південних вітрів у прибережній зоні приводить до переміщення поверхневих вод від берега убік відкритого океану і заміни їх водою що піднялася, багатою на біогенні елементи. У результаті чого значно підвищується продуктивність промислового рибальства.
Завдяки Бенгельській течії колонії африканських пінгвінів розповсюджені північніше 30° пд. ш.